# Femme écrivant une lettre et sa servante
La Femme écrivant une lettre et sa servante (en néerlandais, Schrijvende vrouw met dienstbode) est une peinture de genre réalisée vers 1670-1671 par le peintre baroque néerlandais Johannes Vermeer, une peinture à l'huile sur toile de 71,1 × 60,5 cm  conservée depuis 1987 à la Galerie nationale d'Irlande de Dublin. L'œuvre est signée en cartellino sur le papier dépassant de la table, sous l'avant-bras droit de la jeune femme écrivant.

## Description
D'un format relativement modeste (71,1 × 60,5 cm), le tableau représente, dans l'angle d'un intérieur bourgeois néerlandais, une jeune femme écrivant une lettre, assise à une table, pendant que sa servante se tient debout, en retrait. 

### Le mur de gauche

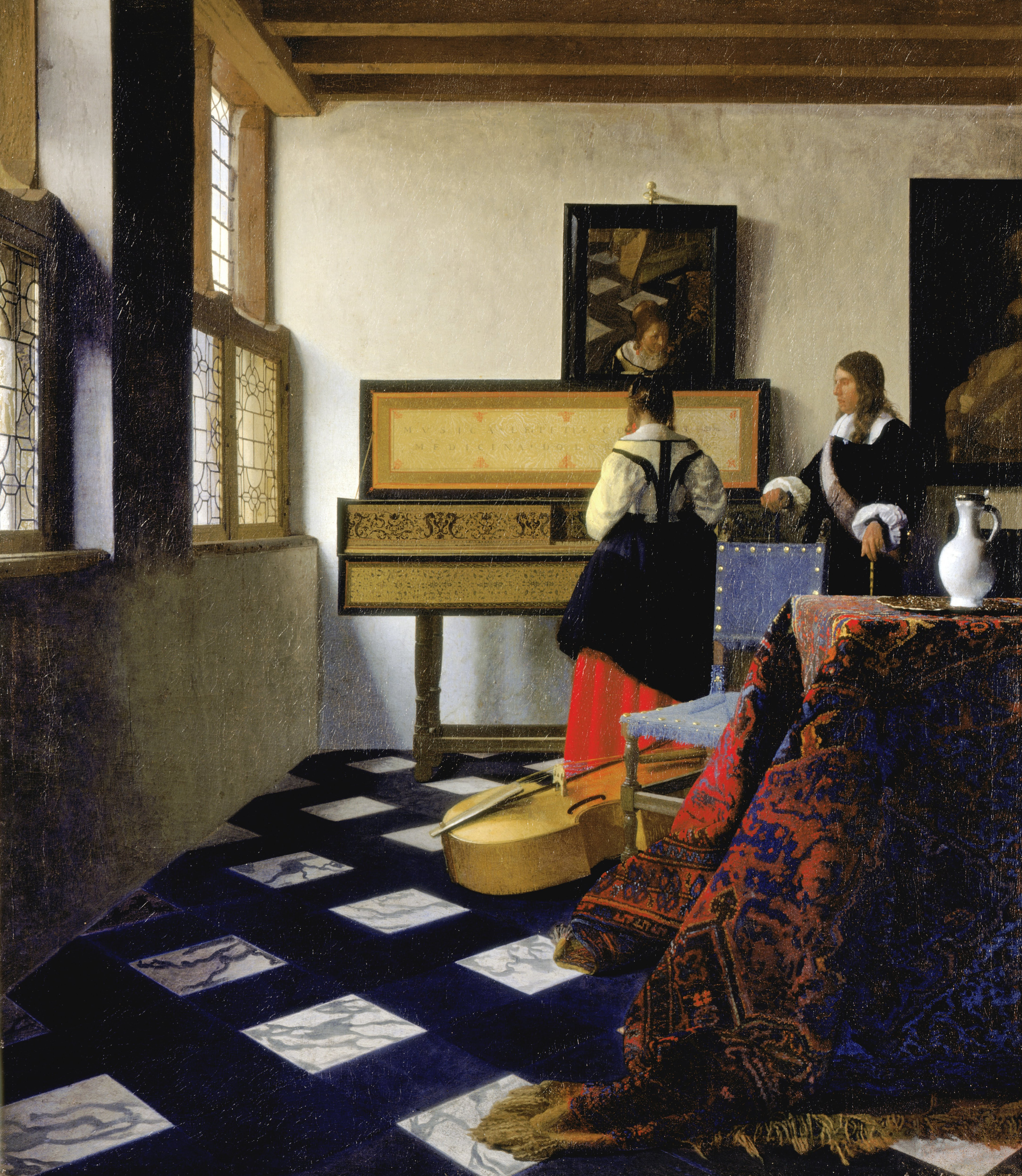
La Leçon de Musique (vers 1662–1665,, Royal Collection) présentant une ouverture similaire sur le mur de gauche.

Le premier plan est occupé à gauche, sur toute la hauteur de la toile, par un lourd rideau vert opaque, tiré comme pour inviter le spectateur à entrer, et qui sert également de repoussoir. Cette approche du premier plan, initiée dans La Liseuse à la fenêtre, est récurrente chez Vermeer. 
La base du mur de gauche est décorée d'une plinthe de carreaux de faïence de Delft, blancs à motifs bleus, qui se poursuit sur le mur du fond, mais est rapidement masquée par les autres éléments de la composition. L'ouverture du mur de gauche, à quatre vantaux, possède deux fenêtres inférieures et deux supérieures, à la manière de celle visible au fond de la pièce représentée dans La Leçon de musique. La fenêtre inférieure gauche, en partie masquée par le rideau vert du premier plan, est décorée de motifs géométriques dessinés par des plombures, et ornée en son centre d'un emblème, non identifié, en verre coloré à dominantes bleues. La seconde fenêtre inférieure — visible dans La Leçon de musique — est située à droite de la première, vers le mur du fond, mais est occultée par un volet intérieur, à peine visible derrière un rideau translucide blanc. Ce rideau est fixé au-dessus de la fenêtre supérieure droite, en dehors du cadre, et tombe un peu en dessous de la fenêtre inférieure. Les deux fenêtres supérieures sont très largement masquées : celle de gauche n'est pas visible, cachée derrière le rideau vert, celle de droite ne l'est que très partiellement — sur une surface figurant un grand triangle rectangle la pointe en haut —, derrière le rideau blanc légèrement entrouvert, qui laisse voir un quadrillage de carreaux rectangulaires.

### Le sol, la nature-mort à terre, la chaise et la table
Le sol, alternant de larges dalles de marbre noir et blanc dessine un motif en croix reprenant notamment celui de La Lettre d'amour, et dénote un intérieur exceptionnellement luxueux. Le soin avec lequel Vermeer rend les veines du marbre blanc a suggéré une possible influence de l’art chinois.
Par terre, au premier plan à droite, et juste à gauche du pied de la chaise, une petite nature morte est représentée, occupant tout juste la surface d'un carreau de marbre noir. Une lettre pliée repose sur son enveloppe froissée — à moins qu'il ne s'agisse d'un manuel d'aide à la rédaction de la correspondance, comme il pouvait en exister à cette époque — ; devant cette lettre se trouvent un bâton de cire à cacheter et, un peu à gauche, un petit rond rouge orangé, le sceau d'une lettre, peut-être celle ouverte. L'œil est attiré par ce détail du premier plan, non seulement par le rouge tranchant sur le carreau noir du sol, mais aussi par un pan de papier d'un blanc éclatant, qui accroche la lumière.
Coupée par le cadre à droite, une chaise de bois à l'assise de velours vert frangé, vide, est située de biais devant la table, comme si quelqu'un l'avait occupée très peu de temps auparavant. La table sur laquelle la jeune femme écrit, également coupée par la droite du cadre, est recouverte d'un riche tapis d'orient rouge à motifs noirs et jaunes simplifiés par la représentation picturale, qui tombe jusqu'au sol. Derrière cette table est assise la jeune femme, complètement absorbée par son activité d'écriture. Un encrier de métal est représenté à droite, entre le coude gauche de la jeune femme et le dossier de la chaise. Cet encrier repose sur des feuilles de papier, dont l'une déborde de la table et présente au spectateur la signature monogrammée du peintre, 
, les lettres I (pour J), V et M étant ligaturées à gauche. Comme le motif du tapis transparaît sous cette feuille, on peut en déduire qu'il s'agit d'un ajout tardif à la composition.

### La maîtresse et sa servante
La jeune femme écrivant a les deux avant-bras posés sur la table. Du bout des doigts de la main gauche, elle retient la feuille sur laquelle elle écrit. Elle tient la plume de la main droite. À la position de la plume sur la feuille de papier, on peut en déduire qu'elle vient juste de commencer sa lettre. 
Représentée derrière la table, la jeune femme est montrée en buste, coupée au-dessus de la taille. Elle est penchée sur sa lettre, les yeux vers le bas, dans une attitude qui dit toute sa concentration silencieuse. Elle porte un corsage vert olive clair, passée par-dessus une chemise blanche dont les manches bouffante s'arrêtent juste en dessous du coude, et laissent les avant-bras nus. Ses cheveux sont entièrement cachés par une coiffe amidonnée, dont la dentelle est simplement suggérée. Un médaillon en forme de losange aux angles décorés par des perles est fixé sur sa robe, en haut de sa poitrine. Elle porte par ailleurs deux pendants d'oreille en forme de poires.
Au fond de la pièce, presque au milieu de la toile, mais à gauche de la jeune femme pour le spectateur, se tient une autre jeune femme, debout. Sa tête est située exactement dans l'angle inférieur gauche du tableau-dans-le tableau. La table masque une partie de sa robe à droite, ainsi que le bord inférieur de sa veste et de son tablier bleu attaché à sa taille. Sa veste et sa jupe sont d'un même marron gris et forment, en dessous de sa taille, des plis dont les larges tubulures tombent à ras du sol. Une chemise blanche qui monte au ras du cou et aux manches s'arrêtant sous le coude est passée sous sa veste. Tête nue, elle a les cheveux séparés au milieu du crâne, tirés et attachés en chignon derrière la tête. Ses avant-bras nus sont croisés devant elle, au niveau de sa taille ; les quatre autres doigts que le pouce de sa main gauche posée sur son bras droit sont clairement identifiés. Alors que son buste et ses épaules sont inclinés vers sa maîtresse, vers la droite du cadre, elle tourne la tête vers la fenêtre à gauche, et semble fixer l'emblème au milieu. Sa bouche légèrement ouverte laisse voir ses dents.

### Le mur du fond et le tableau
Le mur du fond est occupé par un immense tableau, dans un large cadre noir, sûrement d'ébène. Le tableau est coupé par le cadre en haut et à droite. Il prend comme sujet Moïse sauvé des eaux, sans avoir été pour autant attribué à un peintre en particulier. On reconnaît, point central de la composition, la fille de Pharaon assise, tenant Moïse enfant sur ses genoux, regardant vers la droite un personnage nu situé devant elle, assis, le genou gauche replié devant lui. À gauche de la fille de Pharaon est assis sur le sol un autre personnage nu, de dos, les pieds dans l'eau. Derrière la fille de Pharaon, toujours à gauche, se tient un personnage debout, vraisemblablement une femme. À droite, entre la fille de Pharaon et le baigneur nu se trouve peut-être un autre personnage, difficilement discernable. Le paysage dans lequel se déroule la scène, très sombre, n'est pas réellement identifiable.
Sous le tableau, entre la jeune femme écrivant et le cadre à droite, deux trous dans le plâtre du mur blanc sont représentés en trompe-l'œil.

## Manière, lumière et composition
Le tableau reprend un grand nombre des éléments des compositions précédentes du peintre : l'encoignure d'un intérieur bourgeois, éclairée par une fenêtre à gauche, deux rideaux, l'un dans l'ombre du premier plan, l'autre modulant la lumière venant de l'extérieur, une table, deux personnages. Il reflète également l'obsession de Vermeer pour les axes intérieurs et extérieurs des espaces intérieurs, et confirme son intérêt grandissant pour la géométrie et les formes abstraites, déjà expérimenté dans des peintures antérieures comme La Vue de Delft, La Dentellière et L'Art de la Peinture. 

### Du réalisme aux effets d'abstraction
La perspective rigoureuse et les volumes réalistes ont fait avancer l'hypothèse, désormais largement partagée, selon laquelle Vermeer a utilisé, dans cette toile comme dans d'autres, un dispositif optique proche d’une chambre noire (camera obscura),,. L'usage de ce dispositif pourrait également expliquer le découpage de l'espace et le cadrage de la toile : des reconstitutions en trois dimensions ont en effet montré qu'une camera obscura placée au niveau du point de vue du peintre donnait un rectangle correspondant de façon quasi exacte à celui de la composition.
L'usage de la camera obscura ne fait pas pour autant de Vermeer un simple enregistreur « photographique » du visible. Des effets de simplification, voire de modélisation des formes, ont souvent été notés, et sont tout à fait représentatifs d'un goût pour la géométrie et une certaine abstraction, poussé ici à un haut degré de perfection qui s'accorde à la manière tardive du peintre, qu'illustre également La Joueuse de guitare. Le visage de la servante, notamment, ainsi que les manches bouffantes de la maîtresse, apparaissent comme modélisés. Les plis de la robe de la servante, nettement découpés en termes d'ombre et de lumière, font penser aux cannelures d'une colonne antique. Le rideau de gauche, uni et raide, le tapis sur la table au motif plus suggéré que minutieusement figuré, et tombant droit, ou encore le tableau au mur, sombre et schématiquement figuré, confirment ces effets de stylisation qui participent de l'atmosphère à la fois sereine et solennelle du tableau.

### La lumière
La lumière, comme souvent dans les compositions de Vermeer, provient des fenêtres de gauche, et tombe de façon « crue et impitoyable ». Elle est modulée par plusieurs filtres : des parois opaques, comme le rideau vert du premier plan ou le volet de bois intérieur, mais aussi le voile translucide du rideau blanc. Ce contrôle de la luminosité des intérieurs est récurrent chez Vermeer. 
L'éclairage provenant de la fenêtre du haut opère une division en diagonale entre ombre et lumière sur le mur du fond à gauche, puis tombe sur la jeune femme écrivant, mettant celle-ci en évidence. La même jeune femme profite également de l'éclairage direct de la fenêtre inférieure. Au sol, les premières rangées de dallage à gauche, dans une ombre relative, s'opposent à la seconde rangée de carreaux blancs, d'une blancheur éclatante révélée par la lumière, mais aussi à l'angle du papier à terre, dont le blanc tranche sur le noir du marbre.
Mais comme la pièce reste relativement obscure, et que l'essentiel du décor est dans l'ombre, il est possible que le peintre se soit moins préoccupé du réalisme de la luminosité et ait préféré, par moments, ouvrir les volets pour mieux observer les détails de la scène lors de la réalisation de l’œuvre. 
Le jeu de lumière propose de plus certains effets compliqués, voire impossibles à reproduire en réalité,. Par exemple, la partie droite de la jeune femme écrivant — tant sa coiffe, son visage, que son épaule et sa manche —, tournée vers la fenêtre, est pleinement éclairée devant le mur d'arrière-plan rejeté dans l'ombre, tandis que la partie gauche de sa coiffe, de son visage et de son épaule est dans l'ombre, devant une partie illuminée du mur du fond, tout à droite du cadre. Cette « licence artistique » interpelle le spectateur, et semble suivre les préconisations de Léonard de Vinci, telles qu'elles sont formulées dans le fragment 232 de son Traité de la peinture : devant un fond sombre, une chose paraît plus claire, et inversement. D. A. Fink note aussi quelques effets de halo.

### La composition, le point de vue et le point de fuite
La Femme écrivant une lettre et sa servante est le troisième tableau de Vermeer dans lequel la scène et la dynamique ne sont pas concentrées sur une figure féminine unique, mais sur une maîtresse et sa servante. 
La maîtresse peut évidemment être considérée comme le sujet principal de cette scène épistolaire,. Il s'agit cependant de la première œuvre de l'artiste à expérimenter une composition centrifuge, où la mise au point n'est pas faite au centre de la toile, mais à la droite du cadre. La jeune femme écrivant est en effet située à l'angle d'un triangle qui commence par l'angle supérieur gauche de la toile. Les lignes de fuite mettent également en avant la jeune femme écrivant, puisqu'elles se rejoignent exactement au niveau de son œil gauche. Daniel Arasse fait remarquer que, à la manière de la majorité des autres compositions de l'artiste, la toile met en œuvre un point de vue en très légère « contre-plongée » par rapport au personnage principal, combiné à une ligne d'horizon située juste au-dessus du milieu de la toile. Ceci produit un effet contradictoire, à la fois de monumentalisation des personnages, vus d'en dessous, mais aussi de proximité, avec le relèvement de la ligne d'horizon. À la manière de La Dentellière, quoiqu'en ordre inversé, les lignes renvoient à la concentration de la jeune femme, et à la feuille qu'elle remplit : son regard, ses deux mains, sa plume. Le peintre nous invite par conséquent à partager sa concentration intérieure, tout en dérobant le contenu de la lettre. 
Plusieurs éléments mettent en outre en valeur la relation entre la scène représentée, et celle figurée dans le tableau-dans-le-tableau du mur du fond. Les deux compositions, tout d'abord, adoptent une composition triangulaire similaire, avec le personnage principal en partie éclairé, même si ce triangle est interrompu par le personnage de droite dans la toile accrochée au mur. La forme de la maîtresse fait écho à celle du groupe constitué par les trois personnages principaux, et l'interstice entre la maîtresse et sa servante est repris dans le tableau-dans-le-tableau, entre le groupe principal et le personnage de gauche qui se tient debout. Lisa Vergara note par ailleurs un alignement vertical de la fille de Pharaon, de la jeune femme écrivant, du pied de la chaise devant la table, et de l'angle éclairé du papier à terre, ce qui incite le spectateur à établir une analogie entre les deux scènes, et les deux personnages féminins principaux.
Quand bien même la maîtresse constituerait le personnage principal de la scène, « le spectateur en revient toujours à la servante », située au milieu géométrique de la toile, et représentée avec une forme de monumentalité qui l'a fait parfois comparer à une sorte de « sculpture antique », notamment en raison des plis de sa robe, semblables aux cannelures d'une colonne classique. Elle s'inscrit également au milieu d'un jeu d'obliques qui vient zébrer la toile de bas en haut : selon une ligne montante figurée par le rideau vert, puis descendante avec le rideau translucide blanc, puis à nouveau montante avec le bord du tapis, à gauche de la table. Les lignes de fuite renvoient également à sa présence : que ce soit celles orthogonales de la fenêtre à gauche ou celles obliques qui mènent le regard de la droite vers la gauche : les barres de la chaise de travers au premier plan, la ligne des épaules de sa maîtresse écrivant, jusqu'au tablier bleu qu'elle porte noué à la taille. Mais le plus spectaculaire reste peut-être l'inscription de sa tête exactement dans l'angle inférieur gauche du tableau-dans-le-tableau, ce qui est souligné par les larges verticale et horizontale noires du cadre.

## Identification (hasardeuse) des modèles
En l'absence de toute forme de preuve vérifiable, on a parfois proposé de voir dans le modèle pour la femme écrivant la lettre la propre femme de Vermeer, Catharina Bolnes. On a également pu suggérer que la servante était Tanneke Everpoel, au service de la belle-mère du peintre, Maria Thins, et qui aurait également pu servir de modèle à la maîtresse de La Lettre d'amour, et à La Laitière

## Analyse

### Le motif de la lettre
L’importance donnée à la lettre n’est pas surprenante chez les peintres des Pays-Bas, où l'écriture tenait une place importante dans l'éducation, et où la correspondance était un loisir prisé par les couches les plus hautes de la population, et tendant à se diffuser parmi la classe moyenne.
Vecteur privilégié de la relation amoureuse et du jeu de la séduction, la lettre est un motif fréquent de la peinture de genre hollandaise, illustré par des contemporains de Vermeer tels que Gerard ter Borch, Gabriel Metsu ou Jan Steen, particulièrement dans les années 1650-1660, où il devient l'un des sujets à la mode, notamment en raison de ses potentialités évocatrices, puisqu'il « rend présent ce qui est absent ». Il est le plus souvent représenté du point de vue féminin, même si ce choix n'est absolument pas exclusif. 
Elle est également présente dans six des toiles de Vermeer parvenues jusqu'à nous, toujours associée à une jeune femme d'un statut social privilégié, comme le révèlent sa tenue élégante et l'intérieur servant de décor à la scène. Il ne fait aucun doute, dans chacun de ces six tableaux, que les lettres renvoient à une correspondance amoureuse. Outre la Femme écrivant une lettre et sa servante (vers 1670-1671), deux autres scènes épistolaires présentent une servante aux côtés de la maîtresse : La Maîtresse et sa servante (vers 1666-1667) et La Lettre d'amour (vers 1669). Les trois autres toiles représentent des jeunes femmes seules, soit lisant une lettre, dans La Liseuse à la fenêtre (vers 1657-1659) et La Femme en bleu lisant une lettre (vers 1662-1665), soit écrivant celle-ci, dans Jeune femme écrivant une lettre (vers 1665-1666).

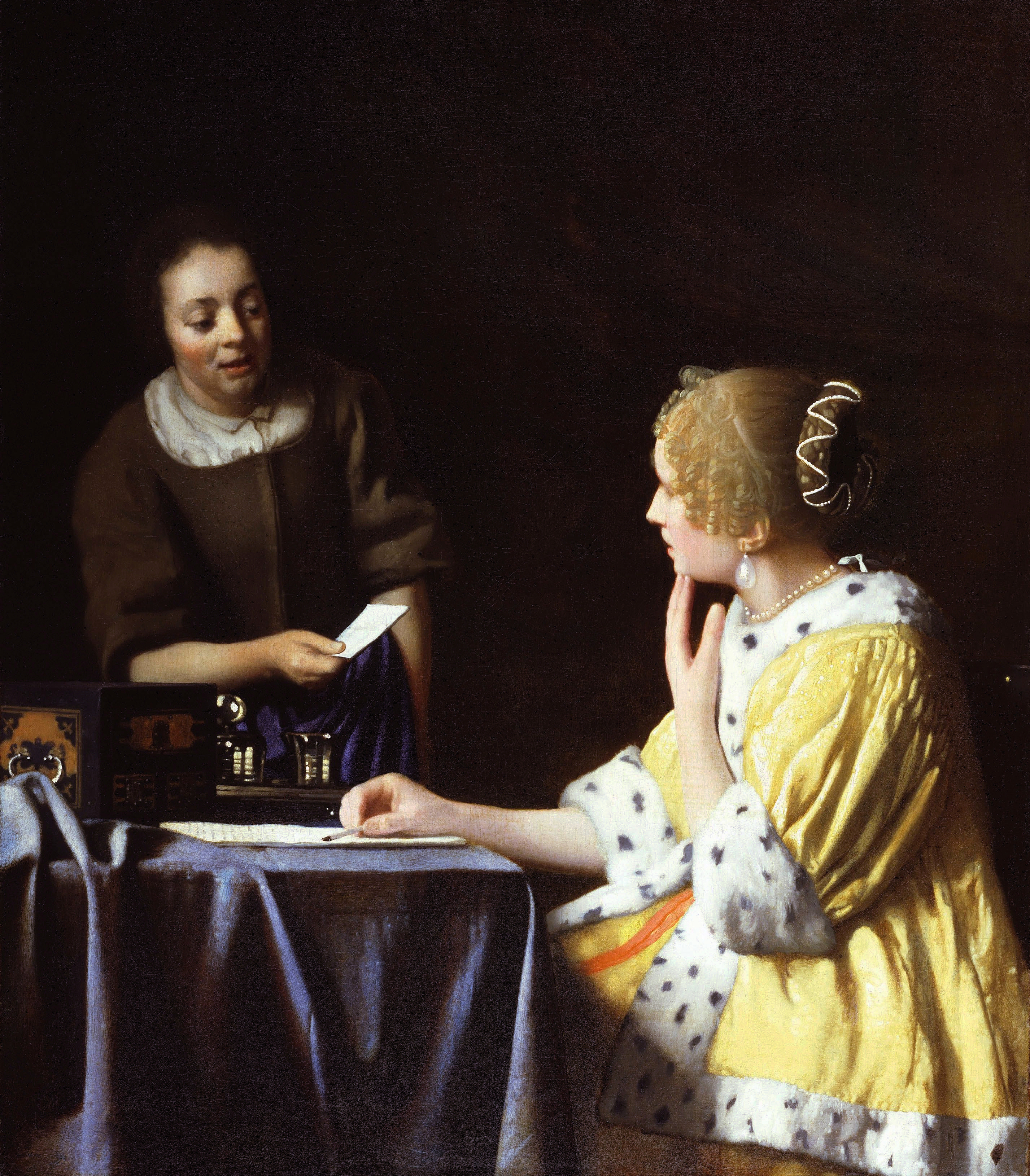
La Maîtresse et sa servante, vers 1666-1667, 90,2 × 78,4 cm, The Frick Collection
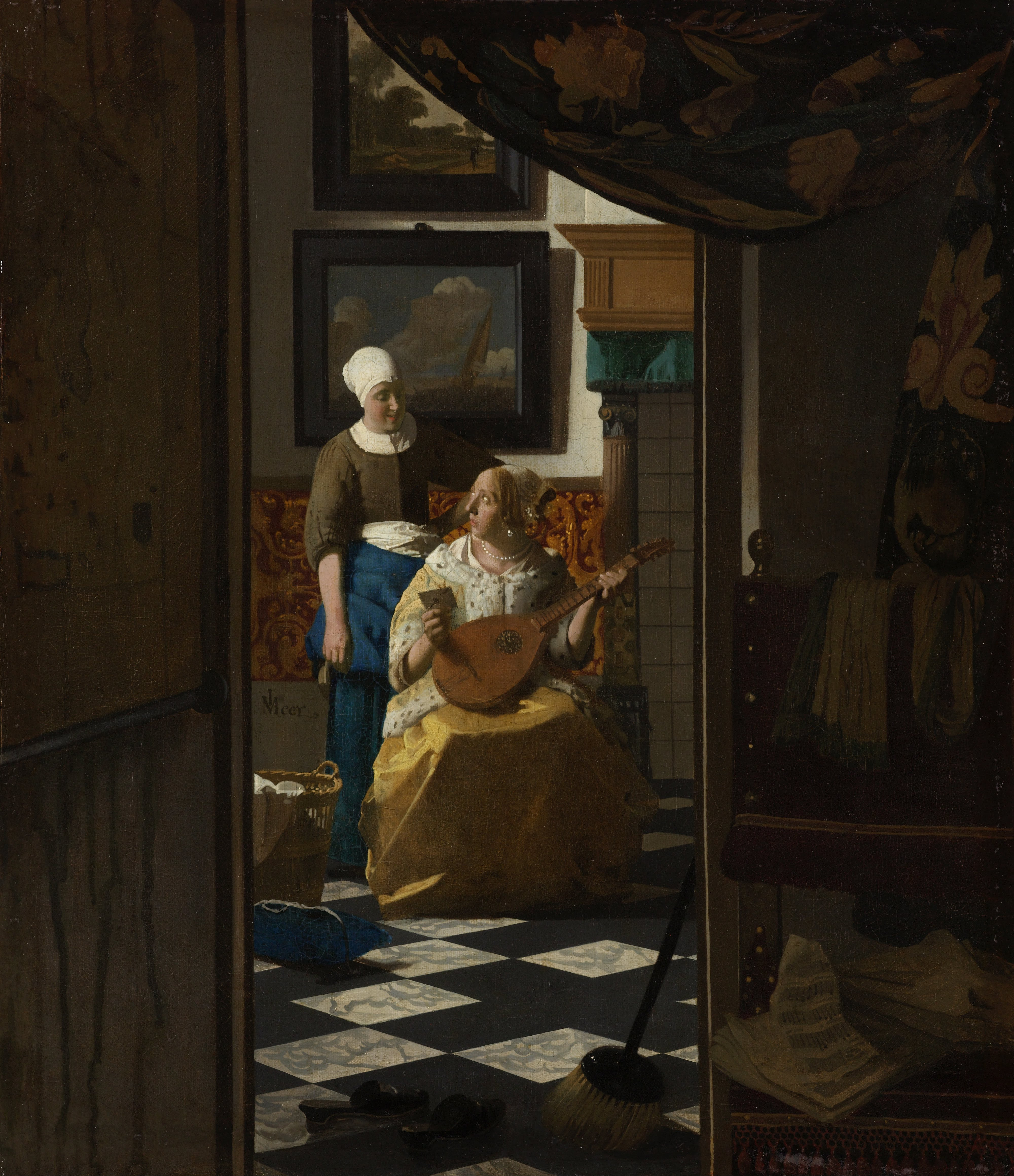
La Lettre d'amour, vers 1669, 44 × 38,5 cm, Rijksmuseum Amsterdam

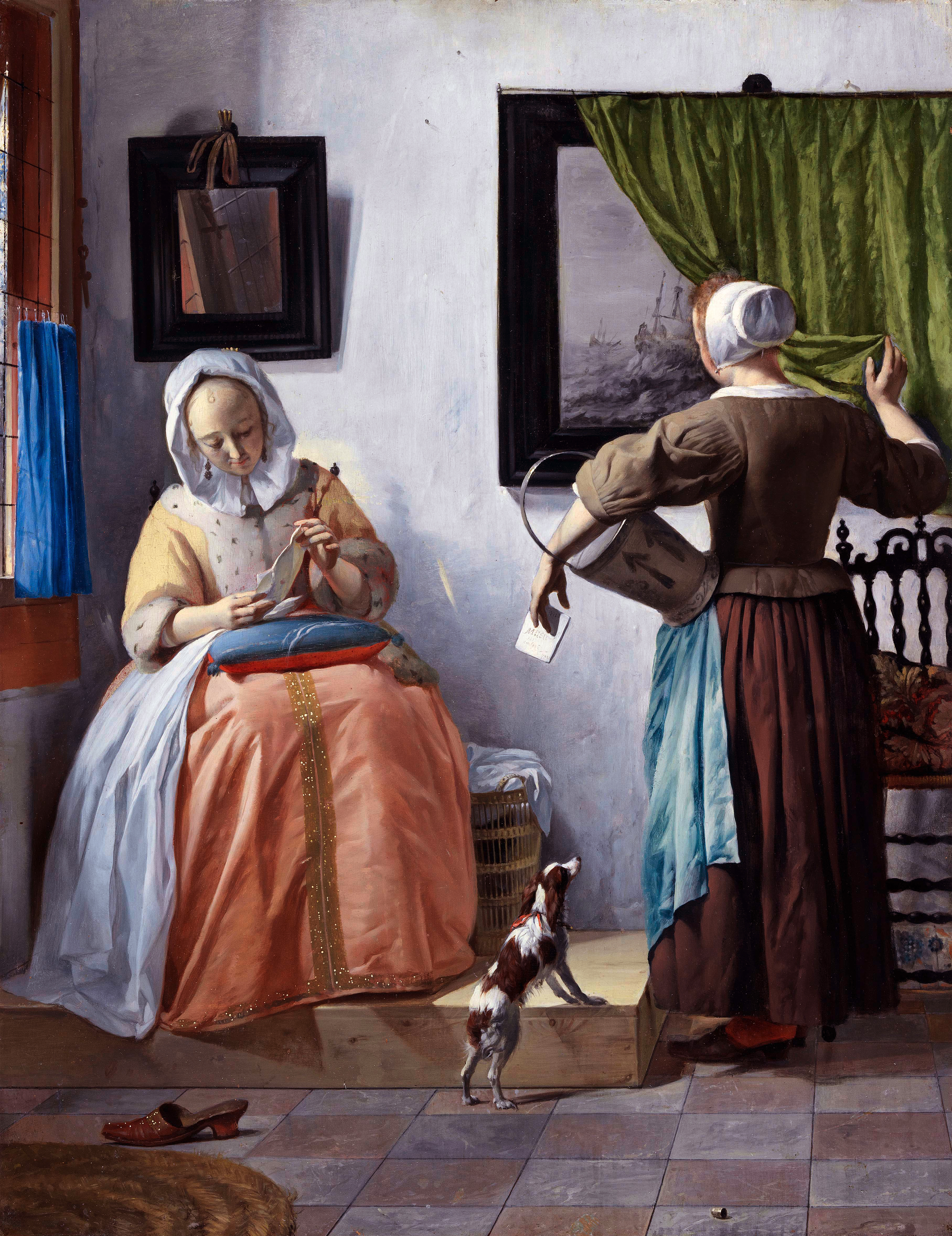
Gabriel Metsu, Femme lisant une lettre,, vers 1664-1666, Dublin, National Gallery of Ireland.

La Femme écrivant une lettre et sa servante a parfois été rapproché d'un tableau de Gabriel Metsu en particulier, la Femme lisant une lettre (Dublin, National Gallery of Ireland), en raison de la tenue très proche, ainsi que le rôle similaire des servantes des deux toiles, bien que celle de Metsu tourne le dos au spectateur. On a ainsi pu supposer que le peintre d'Amsterdam ait voyagé à Delft et étudié l'œuvre de Vermeer pour préparer la sienne, à moins que l'influence se soit produite dans l'autre sens, et que Vermeer ait dérivé sa servante de celle de Metsu. Autre source d'inspiration possible, la Femme scellant une lettre de Gerard ter Borch (1658-1659, 56,5 × 43,8 cm, New York, collection privée).

### La relation entre les deux femmes
La présence de la servante est, tout d'abord, un marqueur social évident désignant la haute condition de la jeune femme écrivant. Cet écart social est rendu évident par les tenues — par exemple le tablier de la servante, par opposition aux bijoux de la maîtresse —, par la position dans la pièce — la domestique se tenant en retrait, prête à servir —, mais aussi par l'activité d'écriture, à une époque où la majorité du peuple demeurait illettrée.
La servante joue de plus un rôle fonctionnel essentiel dans la scène représentée : placée en attente, elle servira bientôt de messagère pour transmettre la lettre qu'est en train d'écrire sa maîtresse, et visualise sa tâche à venir en regardant par la fenêtre. Elle représente donc, tout comme la lettre, le lien entre sa maîtresse et le destinataire, que l’on peut supposer être un homme. Ceci renvoie à une fonction traditionnelle des servantes, dans la peinture de genre comme la littérature populaire et le théâtre, comme femme de confiance, voire confidente, notamment dans les intrigues amoureuses des maîtres. En ce sens, la servante est certes étrangère au contenu de la lettre, mais demeure l'agent essentiel de mise en contact entre la maîtresse et son amoureux.
La critique (notamment féminine, avec Annie Leclerc, Jane Gallop et Carolyn Steedman) a en outre fait remarquer que l'intérêt du tableau se déplaçait de la relation entre la jeune femme et la lettre qu'elle écrivait, représentant le jeune homme absent, à la relation entre celle-ci et sa servante. En effet, le tableau montre deux femmes, non une femme et son amoureux, et place celle qui est inférieure socialement, certes en retrait d'un point de vue de la profondeur de l'espace figuré, mais bel et bien au centre de la composition.  
Le rapport émotionnel et sentimental entre les deux femmes reste cependant ouvert à l'interprétation. Certains ont insisté sur l'opposition entre la servante et la maîtresse qui sont « sur le plan psychologique et émotionnel […] dans deux mondes différents », en notant par exemple que la position des corps traduisait une absence de communication entre les deux femmes, et que les bras croisées de la servante exprimaient extérieurement un sentiment de maîtrise de soi, alors que la maîtresse était visiblement en proie à une agitation amoureuse. D'autres voient dans l'expression, l'attitude et le regard par la fenêtre de la servante, soit l'expression de l'ennui liée à l'attente, soit celle de la discrétion qui sied à une confidente. D'autres encore ont essayé de rapprocher les deux femmes, en voyant dans le regard vers l'extérieur la traduction d'une rêverie qui, à l'instar du sentiment qui agite la maîtresse, ne peut manquer d'être amoureuse, même si cette interprétation est contestée par ceux qui trouvent un air sérieux à cette même servante. Peut-être que ces hésitations tiennent au caractère contradictoire des signes représentées sur la toile : même si « la complicité ne passe ni par le regard, ni par le sourire », la simple présence de la servante lors d'un acte aussi intime que l'écriture d'une lettre d'amour suppose un haut degré de confiance entre les deux femmes. Et celles-ci peuvent paraître davantage complémentaires qu'opposées : si la jeune maîtresse a la faculté d'écrire, elle jouit cependant d’une liberté réduite qui la confine dans l'espace de son intérieur domestique. Au contraire, la servante peut s'échapper de cette intériorité, et rejoindre physiquement le destinataire de la lettre, afin d'apporter la réponse, dans l'espace extérieur de la rue qu'elle contemple par la fenêtre.
Finalement, tout comme le contenu de la lettre qu'écrit la maîtresse, l'intériorité de la servante reste opaque, voire inaccessible au spectateur, et acquiert une autonomie équivalente à celle de sa maîtresse — la seule différence résidant dans la maîtrise ou non de l'écrit, marqueur d'opposition sociale entre les deux femmes.

### L'intérieur et l'extérieur

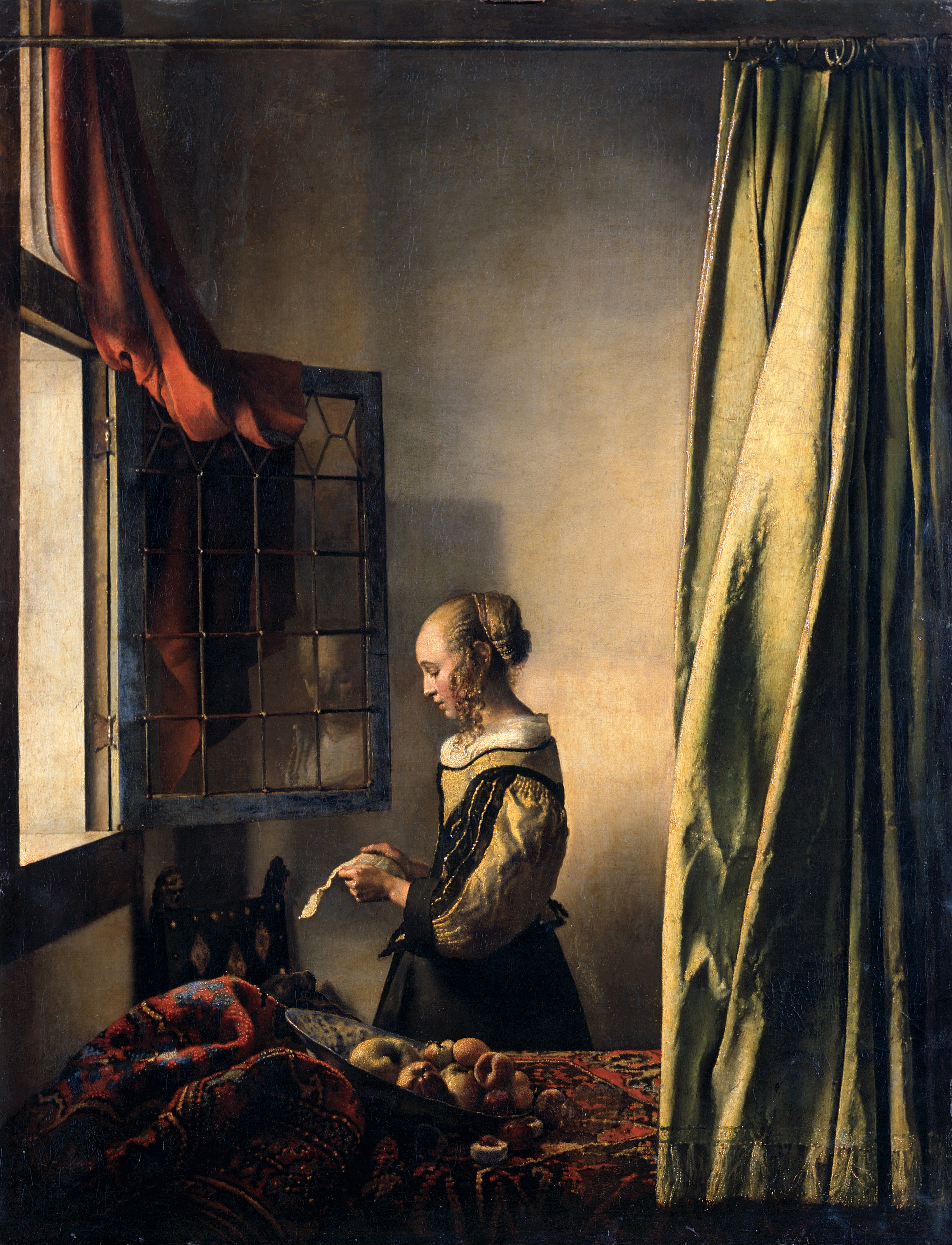
La Liseuse à la fenêtre,, Dresde, Gemäldegalerie Alte Meister.

La scène présente une dynamique entre intérieur et extérieur, chez un peintre qui a l'habitude d'exclure l'extérieur pour le réintroduire de façon allusive dans la représentation d'un intérieur clos et feutrée. 
Daniel Arasse a noté que les objets-relais évoquant l'extérieur sont, dans l'ensemble de l'œuvre de Vermeer, au nombre de trois : la lettre, la carte, et le tableau-dans-le-tableau, mais n'apparaissent que par deux — ici la lettre et le tableau. Cette réduction des éléments, combinée au fait que le premier plan soit encombré — par la table à droite et un rideau à gauche —, empêche en quelque sorte le spectateur de pénétrer directement, non dans la toile, mais, métaphoriquement, dans son contenu explicite, en insistant sur la sphère de l'intime et du privé, qui se joue entre la jeune femme et sa lettre. Il y aurait donc une relation ambiguë, entre le dévoilement quasi voyeur d'une scène intime, et préservation du secret de cette scène.
D'autres éléments cependant peuvent renvoyer, dans ce tableau précis, au monde extérieur. La lettre froissée à terre, ainsi que le sceau rouge qui semble indiquer qu'il s'agit d'une lettre qui vient d'être décachetée, renvoient tout d'abord à la communication avec l'extérieur, en suggérant une correspondance, amoureuse selon toute vraisemblance. Dena Goodman insiste également sur la présence, dans les intérieurs de Vermeer, de fenêtres évoquant le monde extérieur. Certes, celle de la Femme écrivant une lettre et sa servante est fermée, à la différence de celle de La Liseuse à la fenêtre. Mais le regard de la servante est clairement dirigé vers l'espace du dehors, et renvoie à son rôle de messagère, de lien entre l'intérieur et l'extérieur, et finalement d'intermédiaire, redoublant en quelque sorte la fonction de la lettre qu'elle devra porter à l'amant de sa maîtresse.

### Le tableau dans le tableau

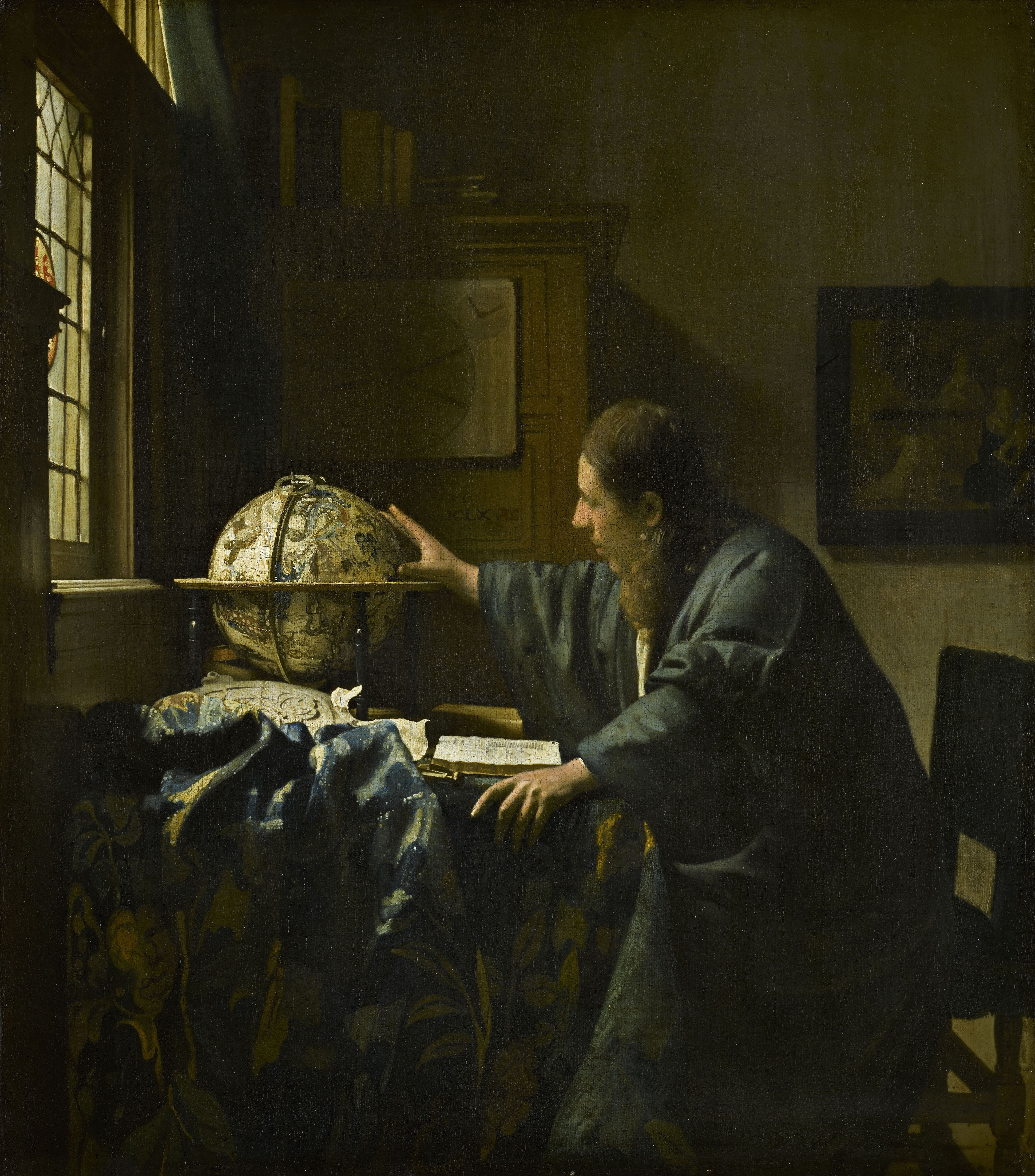
L'Astronome,), 1668, musée du Louvre.

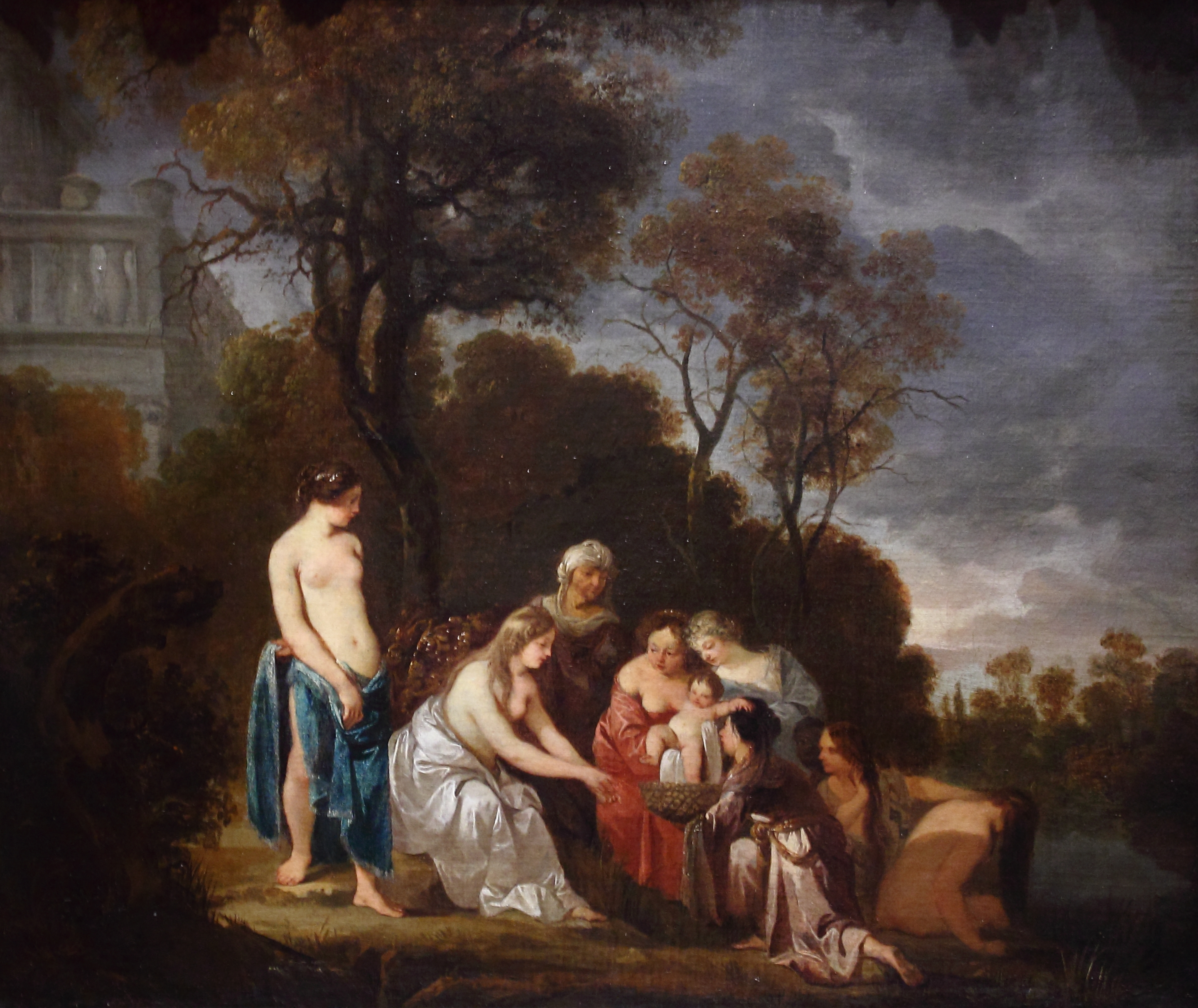
Peter Lely, Moïse sauvé des eaux, Musée des beaux-arts de Rennes.

Le tableau qui apparaît dans la partie supérieure droite de la toile, et qui est en partie coupé par le cadre, prend comme sujet Moïse sauvé des eaux. Il illustre le passage du Livre de l'Exode de la Bible dans lequel la fille de Pharaon recueille Moïse confié au Nil par sa mère. Il s'agit vraisemblablement d'un tableau que possédait Vermeer ou sa famille, même s'il n'a pas encore été formellement identifié. Certains y voient le Moïse sauvé des eaux de Jacob van Loo, d'autres celui de Christiaen van Couwenbergh, d'autres encore un tableau de jeunesse de Peter Lely. L'hypothèse selon laquelle le tableau-dans-le-tableau serait une œuvre de Vermeer lui-même, qu'il faudrait par conséquent ajouter à la liste de ses œuvres, ne repose sur aucun fondement réel, dans la mesure où aucun autre tableau du peintre ne reproduit cette éventuelle pratique de l'autocitation.
Le même tableau apparaît dans une autre œuvre de Vermeer, L'Astronome, daté de 1668, mais selon un cadrage et dans une taille nettement différents, ce qui a pu faire dire que le peintre soumettait le tableau-dans-le-tableau aux nécessités de sa composition. Dans la Femme écrivant une lettre et sa servante, le Moïse sauvé des eaux, de très grand format, est beaucoup plus imposant, et la part occupée par le paysage est plus importante, à gauche, à droite, comme au-dessus du groupe de personnages. La scène est de plus tronquée différemment par le cadre : dans L'Astronome, le tableau est coupé au niveau de la fille de Pharaon agenouillée, ce qui occulte le personnage de Moïse sur ses genoux, alors que dans la Femme écrivant une lettre et sa servante, l'enfant nu est bel et bien représenté, avec deux autres adultes à sa droite. 
La « parenté formelle » entre les deux compositions est frappante. Dans les deux tableaux, le personnage principal, l'épistolière d'un côté, la fille de Pharaon de l'autre, est située dans la lumière, au sommet d'un triangle partant de l'angle supérieur gauche des deux toiles, et interrompu par un personnage debout, la servante dans un cas, le personnage se tenant derrière la fille de Pharaon de l'autre.
La présence imposante de ce tableau-dans-le-tableau, au sujet religieux issu de l'Ancien Testament, semble commander la signification de la scène, même si aucune interprétation définitive ne s'est encore imposée. Le motif de la découverte de Moïse a par exemple été mis en relation avec l’abandon d’enfants — pratique encore relativement fréquente au XVIIe siècle —, ce qui constituerait une mise en garde contre les liaisons extraconjugales qu'évoquerait la correspondance épistolaire. Le tableau pourrait également perdre de sa connotation religieuse et renvoyer, selon une analogie assez lâche, à la correspondance de la jeune femme dont le contenu reste secret à celle qui devra la transmettre, à la manière de Moïse, futur sauveur du peuple d'Israël, confié bébé au Nil et recueilli par la fille de Pharaon. Lisa Vergara propose une analogie bien plus étroite entre les deux scènes, en notant un alignement vertical de différents motifs essentiels : la fille de Pharaon tenant Moïse sur le tableau-dans-le-tableau, la jeune femme au-dessous d'elle, la lettre que celle-ci est en train d'écrire, un pied de la chaise du premier plan, et enfin, au sol, le papier froissé de la lettre qui vient d'être reçue. Ceci inciterait à voir dans la fille de Pharaon, incarnant « la sollicitude, la compassion, la noblesse et l'indépendance », un modèle de vertu pour la femme hollandaise. En poursuivant l'analogie, l'historienne de l'art relie également la servante en retrait et la femme debout dans la toile, derrière la fille de Pharaon, qui pourrait être la « sœur » aînée de Moïse, Myriam, envoyée pour le suivre, et qui anticiperait le futur rôle de messager de la servante. Peter Sutton fait remarquer que l'histoire de Moïse avait été largement popularisée par un ouvrage bien connu des peintres d'Histoire hollandais, les Antiquités judaïques de Flavius Josèphe, et était interprétée comme la preuve de la Providence divine, ainsi que la faculté de Dieu de rassembler des factions opposées. dans ces circonstances, le tableau-dans-le-tableau pourrait renvoyer au contenu de la lettre, et suggérer, en passant du plan divin au plan domestique, les bonnes intentions de sa rédactrice : salut, réconciliation, et sérénité.
Walter Liedtke cependant refuse cette analogie entre les deux scènes, qui, selon lui, s'opposeraient bien plutôt : d'un côté, il y aurait les préoccupations profondes des temps anciens, quand il s'agissait de sauver un peuple, de l'autre, les occupations futiles des temps modernes, les « frémissement[s] [du] cœur et de [l']esprit ». Plus que de fixer définitivement la signification de la scène principale, le tableau-dans-le-tableau rappellerait donc les « capacités "polysémiques" de la représentation de la peinture », en affirmant le caractère fondamentalement ouvert à l'interprétation de celle-ci.

### Tentative de restitution de la narration
À la différence de certains de ses contemporains qui composent leurs tableaux comme de véritables narrations que le spectateur peut reconstituer de façon plausible à partir des éléments représentés, Vermeer est beaucoup plus allusif, et rend souvent « indécidable la “ lisibilité ” de ce qui est visible ».
En apparence, on pourrait s'accorder, avec Lisa Vergara, sur les étapes suivantes d'une narration minimale : 1/ une jeune femme vient de recevoir une lettre ; 2/ elle écrit sa réponse en retour ; 3/ la servante en retrait attend la fin de la lettre pour la porter à son destinataire, situé à l'extérieur. Mais plusieurs éléments de la scène, qui baigne dans une atmosphère à la fois solennelle et mystérieuse, viennent en opacifier les circonstances, à tel point que bien peu de critiques osent encore juger la composition « explicite ». 
La « nature morte » à la droite du premier plan, devant la table, a tout d'abord été identifiée de manière parfois contradictoire. Le papier froissé est le plus souvent considéré comme une lettre décachetée, que la jeune femme vient de recevoir, et dont elle vient de détacher en hâte le cachet rouge avant de se mettre à écrire la réponse,,. Le bâton de cire, qui sert à cacheter les lettres, non à les décacheter, paraît dans ces circonstances incongru : il aurait donc pu se trouver sur la table et tomber de celle-ci dans l'agitation de la réception de la lettre, ce qui indiquerait une perturbation s'opposant au calme apparent et à la concentration de la jeune femme écrivant. Il en résulterait une « note d’urgence, animant cet intérieur feutré, et faisant de cette scène un sublime mystère de petit salon ». D'autres font de ce papier à terre, non une lettre reçue, mais une première version, ou un brouillon de la lettre que la jeune femme est en train d'écrire, qu'elle aurait froissé et jeté, insatisfaite. Ceci rendrait mieux compte de la présence du pain à cacheter, mais moins de celle du sceau défait, qui suppose une lettre ouverte. Après avoir identifié le papier à terre comme un brouillon de lettre raté et froissé, Albert Blankert propose par la suite d'y voir un mince manuel de rédaction de lettres, comme il pouvait en exister à cette époque. Le fait qu'il soit à terre signifierait que la jeune femme l'a délaissé, voire repoussé, n'ayant pas trouvé de modèle correspondant à son cas précis, ou ayant rejeté ceux-ci pour s'épancher plus sincèrement dans sa missive. Arthur Wheelock enfin voit dans la lettre à terre moins un signe d'urgence et d'impatience qu'une preuve de la colère de la jeune fille, rappelée à la « foi constante sur le plan divin » par la vaste scène religieuse qui occupe le mur du fond de la pièce.
La chaise devant la table, ensuite, semble suggérer, dans la mesure où elle est légèrement retirée, qu'elle vient tout juste d'être occupée. Les chaises de ce type étaient en effet, à cette époque-là, non disposées autour des tables, mais contre les murs, et il ne fait guère de doute que la servante en attente se soit occupée du rangement du mobilier si elle n'avait reçu une autre mission, bien plus urgente, de la part de sa maîtresse. Mais qui se trouvait sur cette chaise vide ? L'hypothèse la plus prudente propose que la jeune femme ait reçu la lettre de ce côté-ci de la table, comme le confirmerait le papier devant cette chaise, dépassant du bord de la table. La jeune femme aurait donc quitté cette chaise pour s'installer en face, et profiter d'un meilleur éclairage pour écrire sa réponse. Lisa Vergara avance une hypothèse plus audacieuse et originale : l'homme qu'attend la jeune femme ne serait autre que Vermeer lui-même, ce que désignerait la position de la chaise, qui assure la transition entre l'espace privé (matérialisé par le rideau vert) et l'espace du peintre, mais aussi en raison du parallélisme entre les barreaux de cette chaise et le papier débordant de la table, sur lequel se trouve la signature de l'artiste.
Le sujet de la lettre qu'écrit la jeune femme n'est pas non plus totalement assuré. Si les peintures de genre hollandaises contemporaines de Vermeer permettent d'envisager avec un très haut degré de probabilité une correspondance amoureuse, aucun signe explicite ne vient confirmer le fait. Bien plus, alors que les tableaux-dans-le-tableau des scènes privées avaient généralement, outre leur fonction de marqueur social, une fonction « emblématique », de commentaire le plus souvent moral de la scène représentée, la présence du Moïse sauvé des eaux ajoute ici à l'opacité de la scène, dans la mesure où le rapport thématique entre les deux scènes est à première vue assez peu évident. Reste l'opposition entre le transport dans lequel se trouve la jeune femme, et la concentration, voire la maîtrise admirable de soi qui l'anime pour écrire sa lettre, qui pourrait constituer le véritable sujet de la toile.
L'attitude de la servante, et sa relation avec sa maîtresse, enfin, ont été diversement interprétées. Pour certains, elle s'impatiente derrière sa maîtresse, qui tarde à achever sa lettre d'amour, à moins qu'elle ne détourne le regard par discrétion, eu égard au caractère intime de la correspondance de sa maîtresse. Pour d'autres, elle guette par la fenêtre l'arrivée d'un messager. On a par ailleurs pu proposer de voir dans le motif de la fenêtre, à l'instar de l'emblème ornant les fenêtres du Verre de vin et de La Jeune Fille au verre de vin, une allégorie de la tempérance, ce qui donnerait à la servante placée en retrait un rôle nettement moral, incitant tacitement sa maîtresse à agir avec modération en maîtrisant ses sentiments. Cette proposition s'avère néanmoins très hasardeuse, dans la mesure où la nature exacte de l'emblème est indécidable, et même diffère notablement de celui des deux toiles précédentes. Elle pourrait donc bien plutôt suivre l'exemple de sa maîtresse, et s'engager sur la pente de la rêverie pour elle aussi « se prêter à des perspectives amoureuses », en dépit de son air que certains qualifient de « sérieux ».

## Histoire de l'œuvre

### Datation

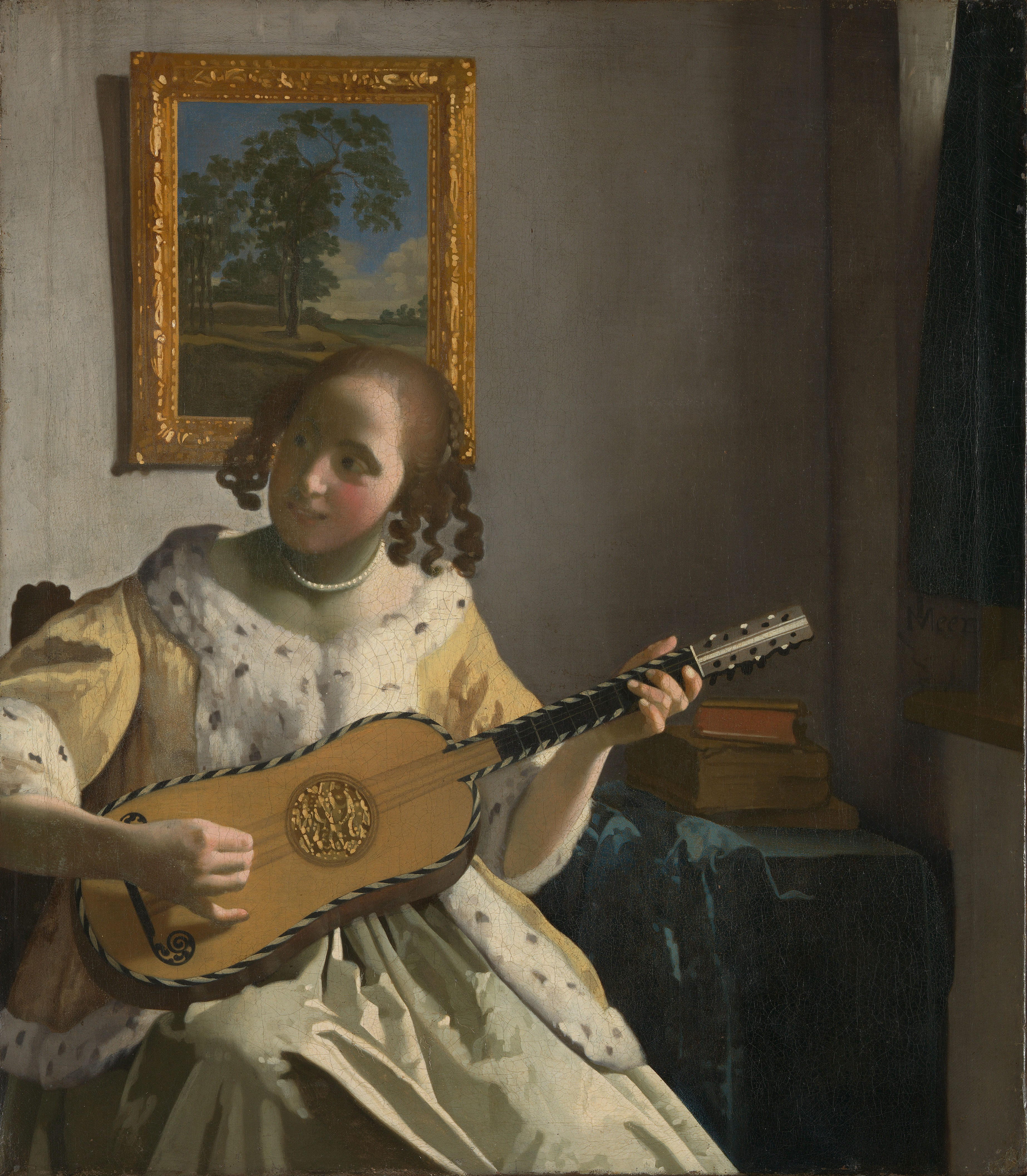
La Joueuse de guitare, vers 1670-1672,, Kenwood House.

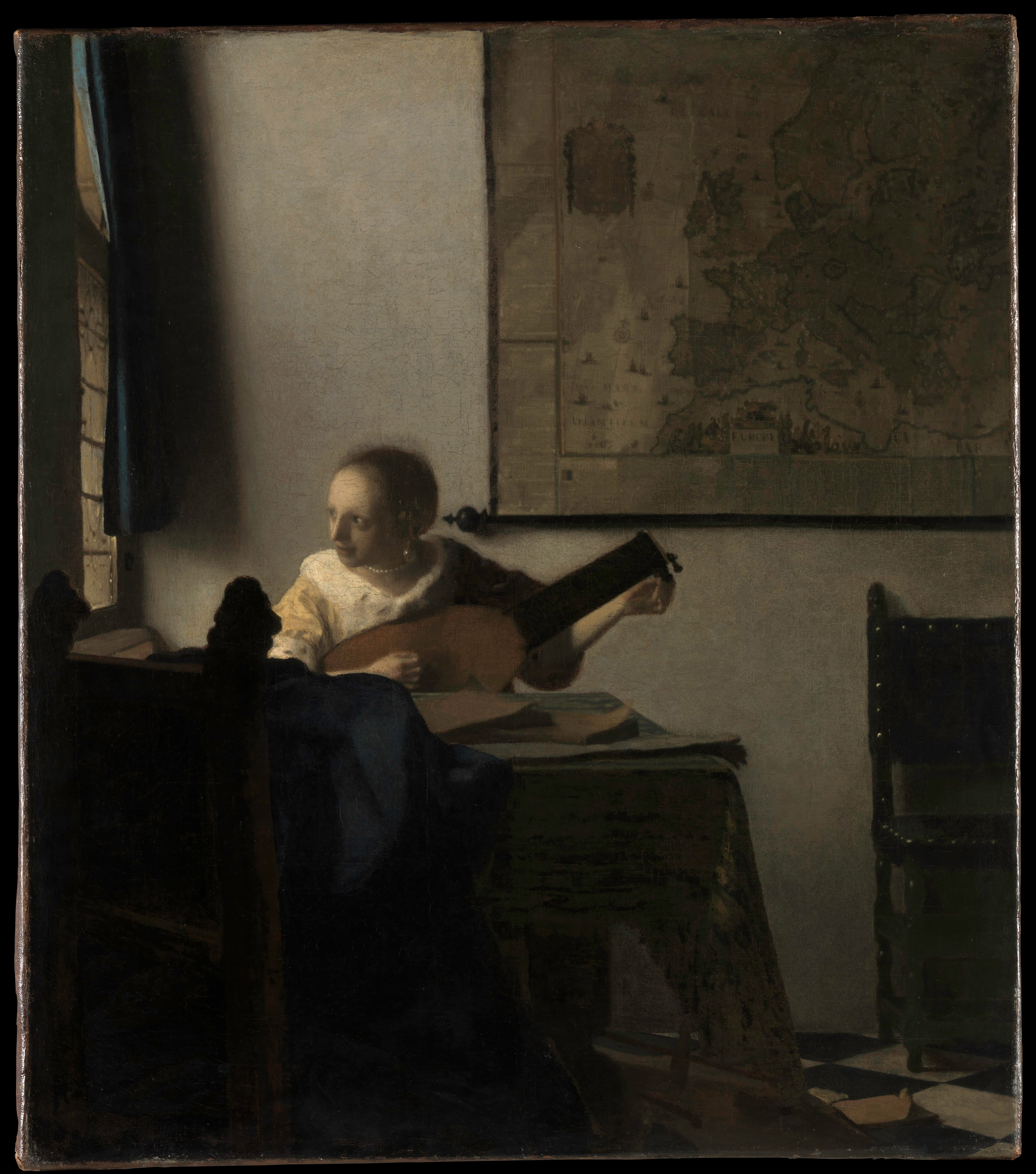
La Femme au luth, vers 1663,, Metropolitan Museum of Art.

En l'absence de documentation relative au tableau du vivant de Vermeer, ou d'indication portée sur la toile, la datation de l'œuvre n'a pu se faire qu'à partir de critères stylistiques. 
Le raffinement du traitement du visage de la maîtresse, la précision linéaire de la composition, ainsi que l'effet général d'abstraction confinant à une géométrisation des formes présentent un degré de perfection qui illustre au plus haut point la manière tardive de Vermeer.
Les effets de stylisation allant vers l'abstraction, notamment des visages et des étoffes, ainsi que le traitement de l'éclairage, « cru et impitoyable », ont fait placer la toile assez tard dans la carrière de Vermeer, à une époque proche de celle de la réalisation de La Joueuse de guitare,. Sa datation donne lieu à un relatif consensus : vers 1670 pour le site de la National Gallery of Ireland, vers 1670-1671 pour Walter Liedtke, 1671 pour Albert Blankert.
Une analyse informatique de la densité des fils des trames des toiles de Vermeer a cependant révélé que le support de la Femme écrivant une lettre et sa servante correspondait à celui de La Femme au luth, les deux toiles ayant par conséquent été vraisemblablement découpées dans le même rouleau. Ceci pose un problème de datation, puisque les critères stylistiques font généralement évaluer l'exécution de La Femme au luth entre 1662 et 1664. Ce problème peut être résolu de deux façon : soit on suppose l'écart chronologique entre les deux toiles plus mince, en relevant la datation de La Femme au luth vers 1665, et en abaissant celle de la Femme écrivant une lettre et sa servante à la fin des années 1660, soit on suppose que Vermeer a utilisé, pour cette seconde toile, un rouleau qu'il tenait en réserve depuis plusieurs années.

### Propriétaires successifs

#### D'un boulanger de Delft à la National Gallery of Ireland

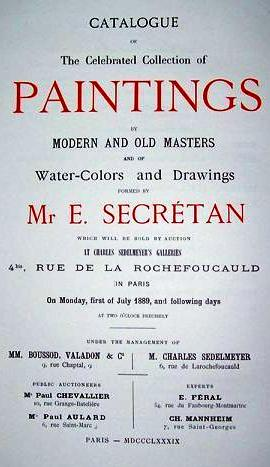
Catalogue de la vente Secrétan tenue à Paris le 1 juillet 1889.

Cette toile n'a pas été vendue du vivant de Vermeer, et est restée en sa possession. Après sa mort, sa femme la donne en gage à un boulanger de Delft, Hendrick Van Buyten, pour régler une dette de 617 florins, le 27 janvier 1676. Le tableau ne réapparaît qu'en 1730, au no 92 du catalogue de la vente Josua van Belle, qui se tient à Rotterdam. 
On retrouve sa trace en 1734, dans l'inventaire après décès du Delftois Franco van Bleyswyck. Maria Catharina van der Burch en hérite, et il est mentionné dans la collection de son mari Hendrick van Slingelandt en 1752. Une des deux filles du couple, Agatha ou Elisabeth Maria, en hérite à son tour, probablement vers 1761.
Le 6 avril 1881, il est acheté au Viennois Viktor von Miller zu Aichholtz par le marchand d'art Charles Sedelmeyer, qui le revend le 17 avril de la même année à l'industriel et collectionneur d'art français Eugène Secrétan. Il figure au no 140 du catalogue de la vente Secrétan qui se tient à Paris le 1er juillet 1889, où il est adjugé 62 000 francs. Il fait alors partie de la collection Marinoni à Paris, puis se trouve dans la galerie parisienne F. Kleinberger, avant d'être acquis par Sir Alfred Beit, vers 1895. Il est présent dans les collections de ce dernier jusqu'en 1906, puis de celles de ses héritiers successifs, Otto Beit (jusqu'en 1930), et Alfred Beit (jusqu'en 1987), d'abord à Londres, puis, à partir de 1952, à Russborough House, près de Dublin en Irlande. Il est finalement offert par Alfred Beit à la National Gallery of Ireland en 1986. Sa cote est alors estimée à 20 000 000 ₤.

#### Un tableau volé deux fois
Le 27 avril 1974, la toile est volée, avec dix-huit autres œuvres, dont un Goya, un Gainsborough et trois peintures ainsi qu'une esquisse de Rubens, à Russborough House d'Alfred Beit par un groupe armé de l'IRA dirigé par Rose Dugdale (en). Les toiles sont alors découpées de leurs cadres à l'aide d'un tournevis par les voleurs. Pour leur restitution, une rançon est réclamée, ainsi que la libération de quatre indépendantistes emprisonnés en Irlande du Nord. Mais le Vermeer et les autres œuvres sont retrouvés huit jours plus tard, le 5 mai 1974, dans une petite maison du comté de Cork. Rose Dugdale est à cette occasion arrêtée, et condamnée à neuf ans de prison,.
Dans la nuit du 21 mai 1986 l'œuvre est de nouveau volée à Russborough House, avec dix-sept autres, par la bande du cambrioleur dublinois Martin Cahill. Mais Cahill manque de contacts, mais aussi de connaissances, pour écouler les œuvres par les filières clandestines internationales de recel d'art : selon un reportage de la Raidió Teilifís Éireann, ses goût en matière d'art se cantonnaient aux « joyeuses scènes de cygnes s'ébattant sur une rivière, comme les chromos accrochés dans son salon, mais il croyait que les chefs-d'œuvre volés lui rapporteraient une fortune. » Le tableau est finalement récupéré —  avec trois autres des tableaux initialement volés à Russborough House, dont le Portrait de Doña Antonia Zárate de Goya — lors d'une transaction effectué le 1er septembre 1993 dans les parkings de l'aéroport d'Anvers, qui s'avère être une opération d'infiltration organisée par la police irlandaise. Comme il avait déjà été légué in absentia à la Galerie nationale d'Irlande par Alfred Beit, il est restitué au musée de Dublin, où il est actuellement exposé,.